# Chácara das Flores
Chácara das Flores é um bairro do distrito da sede, no município gaúcho de Santa Maria, no Brasil. Localiza-se na região norte da cidade.
O bairro Chácara das Flores possui uma área de 1,9194 km² que equivale a 1,58% do distrito da Sede que é de 121,84 km² e  0,1071% do municipio de Santa Maria que é de 1791,65 km².

## História
Chácara das Flores já figurava na lista de bairros oficiais em 1986. Na nova divisão em bairros do distrito da Sede, ocorrida em 2006, podemos destacar como principal mudança em seu território a anexação das unidades residenciais Balneário das Pedras Brancas e Desmembramento Fernando Friedrich - que até então faziam parte do Nossa Senhora do Perpétuo Socorro.

## Limites
Limita-se com os bairros: Caturrita, Nossa Senhora do Perpétuo Socorro, Salgado Filho, Santo Antão.
Descrição dos limites do bairro: A delimitação inicia num ponto de projeção da divisa oeste da Vila Tiaraju, com a linha do Perímetro Urbano norte, segue-se a partir daí pela seguinte delimitação: linha norte do Perímetro Urbano até encontrar o ponto de coordenada UTM E=2272 e N=671575, junto ao leito do Arroio Wolf; linha de projeção que parte deste ponto, no sentido leste, até alcançar a aresta norte/oeste do Loteamento Pedras Brancas; divisas norte, no sentido sudeste e leste, no sentido sul deste Loteamento, até alcançar uma sanga que corta este Loteamento e é tributária do Arroio Wolf; por esta sanga, no sentido a montante, até alcançar a linha de  projeção do alinhamento oeste da Vila do Carmo; por esta linha de projeção, no sentido sul, até alcançar outra sanga tributária do Arroio Wolf que corta a Vila do Carmo; leito desta sanga no sentido a jusante; eixo da Rua Reverendo Adolfo Ungaretti, no sentido sul; eixo da Rua Castro Alves, no sentido oeste; eixo da linha férrea Santa Maria - Uruguaiana, no sentido noroeste; fundo dos lotes que confrontam ao leste com a Rua Elísio Dornelles, coincidente com a divisa oeste das Vilas Vitória e Tiaraju e sua projeção até alcançar a linha do Perímetro Urbano norte, início desta demarcação.

## Unidades residenciais
O bairro Chácara das Flores, pertencente ao distrito da Sede, é uma unidade de vizinhança que contém as seguintes unidades residenciais:
| #  | Unidade residencial               | Localização                       | Limites | Obs.       |
| -- | --------------------------------- | --------------------------------- | --- | ---------- |
| 1  | Balneário das Pedras Brancas      | 29° 39' 51.50" S 53° 48' 57.67" O | A unidade residencial urbana que confronta com a continuação da Rua Passo dos Weber, ao sul, distando aproximadamente trinta metros a oeste da Rua João Jacinto Gauer. | [ Obs. 1 ] |
| 2  | Chácara das Flores                |                                   | Toda a área do perímetro deste Bairro sem denominação específica. |            |
| 3  | Chácara das Rosas                 | 29° 40' 12.42" S 53° 48' 58.06" O | A unidade residencial urbana localizada entre as Ruas Fernando Friedrich e Castro Alves, confrontando ao oeste com a Rua Reverendo Adolfo Ungaretti. |            |
| 4  | Desmembramento Fernando Friedrich | 29° 39' 59.47" S 53° 48' 53.93" O | A unidade residencial urbana cujos lotes tem a seguinte delimitação; ao norte, com a continuação da Rua Passo dos Weber; leste, com a Rua João Jacinto Gauer; ao sul, com a Rua Fernando Friedrich; ao oeste, com a Rua Reverendo Adolfo Ungaretti.                                                     |            |
| 5  | Vila Cerro Azul                   | 29° 40' 10.06" S 53° 49' 14.88" O | A unidade residencial urbana localizada a oeste da Vila das Flores, entre a Vila Itagiba, o Arroio Wolf e a linha férrea Santa Maria/Uruguaiana, cujos lotes confrontam para a Rua La Paz e um corredor que liga esta Vila com a Rua Castro Alves.                                                      |            |
| 6  | Vila das Flores                   | 29° 40' 12.84" S 53° 49' 05.68" O | A unidade residencial urbana que confronta a leste com a Rua Sílvio Romero; ao sul, com a Rua Castro Alves; a oeste com o Arroio Wolf e ao norte com uma sanga afluente do Arroio Wolf. | [ Obs. 2 ] |
| 7  | Vila Itagiba                      | 29° 40' 01.46" S 53° 49' 17.02" O | A unidade residencial urbana localizada ao sul da Rua Passo dos Weber e ao nordeste deste Arroio. |            |
| 8  | Vila Sant'Anna                    | 29° 40' 01.69" S 53° 49' 04.20" O | A unidade residencial urbana cujos lotes confrontam para as seguintes Vias: ao norte com a Rua Passo dos Weber; a leste, com a Rua Reverendo Adolfo Ungaretti; ao sul, com uma sanga, afluente do Arroio Wolf e a oeste com a Rua Sílvio Romero.                                                        |            |
| 9  | Vila Santa Terezinha              | 29° 39' 41.48" S 53° 49' 28.54" O | A unidade residencial urbana, cujos lotes entestam com as Ruas Humaitá, Miraguari, Xingu, Agudo, Araças, Das Marcelas, Passo dos Weber e outra rua sem denominação, paralela a Rua das Marcelas. | [ Obs. 3 ] |
| 10 | Vila São Rafael                   | 29° 40' 02.90" S 53° 49' 31.47" O | A unidade residencial urbana que confronta ao sul com a Rua Passo dos Weber, distando aproximadamente cento e cinquenta metros ao leste da Avenida Borges de Medeiros, cujos lotes confrontam com as Ruas Passo dos Weber, Presidente Juscelino Kubistchek, Um, Dois, Três, Quatro, Cinco, Seis e Sete. |            |
| 11 | Vila Tiarajú                      | 29° 39' 49.12" S 53° 49' 48.60" O | A unidade urbana, que limita a leste com a Rua 8 de Maio e Hidráulica; ao sul, com a Vila Vitória e a oeste com o Bairro Caturrita. |            |
| 12 | Vila Vitória                      | 29° 40' 00.66" S 53° 49' 45.41" O | A unidade residencial urbana que confronta ao norte com a Vila Tiarajú; a oeste, com a Avenida Borges de Medeiros; ao sul, com a linha férrea Santa Maria/Uruguaiana e a oeste, com o Bairro Caturrita.                                                                                                 |            |

1. ↑  O acesso se dá pela Rua Pedras Brancas.
2. ↑  O acesso se dá pela Rua Aparício Borges.
3. ↑  O acesso se dá pela Rua das Marcelas.

## Demografia

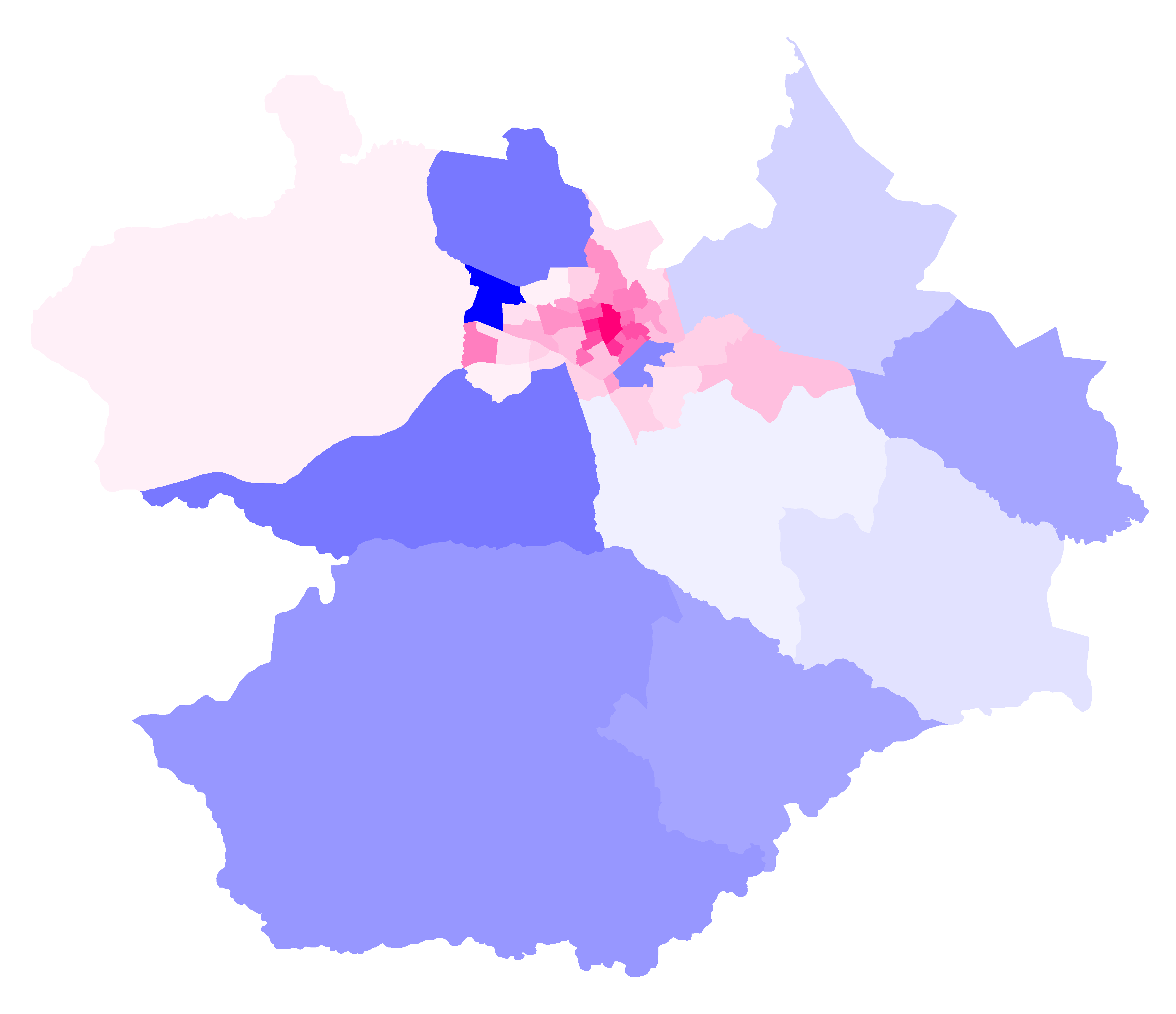
Mapa do município de Santa Maria com as divisões em bairros. Em escalas de azul os bairros com predominância masculina e em escalas de rosa os bairros com predominância feminina. Observa-se que quanto melhor a infraestrutura e o acesso a ela mais convidativo o bairro é para a população feminina. E, reciprocamente, podemos reconhecer os bairros com melhor infraestrutura observando onde a população feminina está concentrada.

Segundo o censo demográfico de 2010, Chácara das Flores é, dentre os 50 bairros oficiais de Santa Maria:
- Um dos 41 bairros do distrito da Sede.
- O 25º bairro mais populoso.
- O 31º bairro em extensão territorial.
- O 25º bairro mais povoado (população/área).
- O 26º bairro em percentual de população na terceira idade (com 60 anos ou mais).
- O 39º bairro em percentual de população na idade adulta (entre 18 e 59 anos).
- O 12º bairro em percentual de população na menoridade (com menos de 18 anos).
- Um dos 39 bairros com predominância de população feminina.
- Um dos 30 bairros que não contabilizaram moradores com 100 anos ou mais.

Distribuição populacional do bairro
1. Total: 3939 (100%)
  1. Urbana: 3939 (100%)
  2. Rural: 0 (0%)
2. Homens: 1912 (48,54%)
  1. Urbana: 1912 (100%)
  2. Rural: 0 (0%)
3. Mulheres: 2027 (51,46%)
  1. Urbana: 2027 (100%)
  2. Rural: 0 (0%)